# ريتا كارين
ريتا كارين هي ممثلة بولندا وأمريكية، ولدت في 24 أكتوبر 1919 في ليتوانيا، وتوفيت في 10 سبتمبر 1993 بنيويورك في الولايات المتحدة بسبب مرض.

## أعمال

### أفلام
- (1982) اختيار صوفي[4]

## وصلات خارجية
- ريتا كارين على موقع IMDb (الإنجليزية)
- ريتا كارين على موقع ألو سيني (الفرنسية)
- ريتا كارين على موقع أول موفي (الإنجليزية)
- ريتا كارين على موقع قاعدة بيانات برودواي على الإنترنت (الإنجليزية)
- ريتا كارين على موقع قاعدة بيانات الأفلام السويدية (السويدية)
- ريتا كارين على موقع كينوبويسك (الروسية)